# Teleiofilia
La teleiofilia consiste en que una persona de cualquier otra etapa de la vida, por lo general un niño, se sienta atraída por una persona adulta. Al ser tan común, no es considerada una parafilia, pues la atracción hacia una persona de características físicas y mentales desarrolladas, como se supone en un adulto, es habitual en el ser humano. Esto es a causa de que el físico influye mucho en la atracción por ser un indicador adecuado tanto de desarrollo como de buena.
- Datos: Q3512752
- Multimedia: Teleiophilia / Q3512752